# 397 (numero)
Trecentonovantasette (397) è il numero naturale dopo il 396 e prima del 398.

## Proprietà matematiche
- È un numero dispari.
- È un numero difettivo.
- È un numero primo.
  - È un numero primo troncabile a sinistra nel sistema numerico decimale.
  - È un primo cubano.
- È un numero felice.
- È un numero esagonale centrato.
- È un numero congruente.
- È parte delle terne pitagoriche (228, 325, 397), (397, 78804, 78805).

## Astronomia
- 397P/Lemmon è una cometa periodica del sistema solare.

- 397 Vienna è un asteroide della fascia principale del sistema solare.
- NGC 397 è una galassia ellittica della costellazione dei Pesci.

## Astronautica
- Cosmos 397 è un satellite artificiale russo.